# 木星極光紅外成像儀

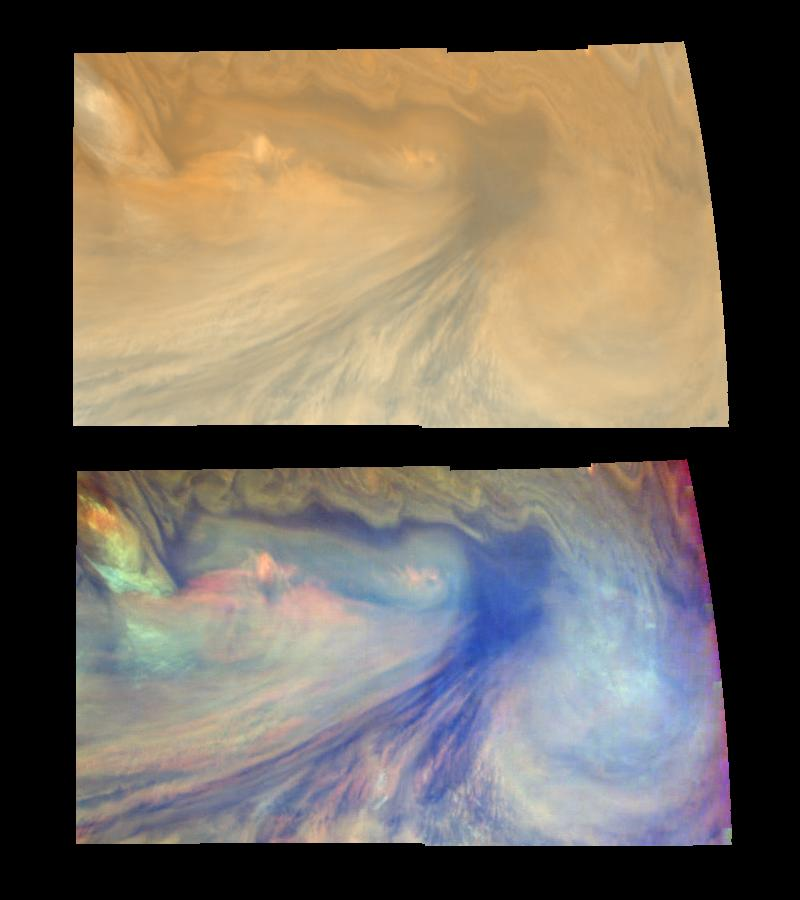
在可見光（上）和近紅外線（下）的木星"熱點"。

木星極光紅外成像儀（Jovian Infrared Auroral Mapper，JIRAM）是前往木星的朱諾號太空船攜帶，由義大利提供的影像光譜儀。在歐洲太空總署（ESA）的羅塞塔號、金星特快車、和卡西尼－惠更斯號任務都有類似的儀器。JIRAM的主要目標是使用波長在2-5μm之間的影像光譜儀研究木星上層大氣層直至氣壓為5-7帕（72-102磅/平方英寸）深處的大氣層 Jupiter's "hot spots" and auroral regions are targeted for study.。
它希望描繪出H+
3離子、氨和磷化氫的分布。H+
3的氫在地球上非常罕見，但是在宇宙中是非常普通的離子，稱為氫分子合質子或三氫陽離子。

## 外部連結
- Juno JIRAM website
- Jovian InfraRed Auroral Mapper - Lunar and Planetary Institute （页面存档备份，存于）
- Juno instruments （页面存档备份，存于） ( Flash)